# Dominic Carter
Dominic Carter est un acteur britannique.

## Filmographie

### Cinéma
- 2000 : Going Off Big Time : Ozzi Shepherd
- 2011 : Charlie Noades R.I.P. : Mick
- 2017 : My Lady (The Children Act) de Richard Eyre : Roger

### Télévision
- 1995 : Soldier Soldier : Mess (1 épisode)
- 1996 : No Bananas : le matelot (1 épisode)
- 1996 : Pie in the Sky : le journaliste (1 épisode)
- 1996-2008 : The Bill : Plusieurs personnages (4 épisodes)
- 1997 : Inspecteurs associés : Jonty Marsh (1 épisode)
- 1998 : Get Real : le paramédical (1 épisode)
- 1999 : Dockers : Charlie
- 2000 : Black Books : le premier hooligan (1 épisode)
- 2001 : Mersey Beat : Marty Scanlan (1 épisode)
- 2003 : Eyes Down : Marksman (1 épisode)
- 2003 : Coming Up : Jamie (1 épisode)
- 2005 : Holby City : Archie Burns (1 épisode)
- 2006 : Ma tribu : Orderly (1 épisode)
- 2006-2007 : Drop Dead Gorgeous : Tiggsy Willis (6 épisodes)
- 2006-2013 : Doctors : Ray Garvey et Barry Shearman (2 épisodes)
- 2008-2009 : Coronation Street : D.C. Hooch (19 épisodes)
- 2011 : The Case : Karl Rankine (5 épisodes)
- 2011-2015 : Game of Thrones : Janos Slynt (11 épisodes)